# Kiril Shamshurin
Kiril Andréyevich Shamshurin –en ruso, Кирилл Андреевич Шамшурин– (Tiraspol, URSS, 14 de mayo de 1990) es un deportista ruso que compite en piragüismo en la modalidad de aguas tranquilas.
Ganó cinco medallas en el Campeonato Mundial de Piragüismo entre los años 2014 y 2021, y nueve medallas en el Campeonato Europeo de Piragüismo entre los años 2010 y 2021.
En los Juegos Europeos de Minsk 2019 obtuvo dos medallas, plata en C1 1000 m y bronce en C2 1000 m.

## Palmarés internacional
| Campeonato Mundial | Campeonato Mundial          | Campeonato Mundial | Campeonato Mundial |
| Año                | Lugar                       | Medalla            | Competición        |
| ------------------ | --------------------------- | ------------------ | ------------------ |
| 2014               | Moscú (Rusia)               | Medalla de oro     | C4 1000 m          |
| 2018               | Montemor-o-Velho (Portugal) | Medalla de bronce  | C2 1000 m          |
| 2018               | Montemor-o-Velho (Portugal) | Medalla de bronce  | C1 5000 m          |
| 2021               | Copenhague (Dinamarca)      | Medalla de oro     | C2 1000 m          |
| 2021               | Copenhague (Dinamarca)      | Medalla de bronce  | C1 5000 m          |
| Juegos Europeos    |                             |                    |                    |
| Año                | Lugar                       | Medalla            | Competición        |
| 2019               | Minsk (Bielorrusia)         | Medalla de plata   | C1 1000 m          |
| 2019               | Minsk (Bielorrusia)         | Medalla de bronce  | C2 1000 m          |
| Campeonato Europeo |                             |                    |                    |
| Año                | Lugar                       | Medalla            | Competición        |
| 2010               | Corvera (España)            | Medalla de oro     | C4 1000 m          |
| 2011               | Belgrado (Serbia)           | Medalla de bronce  | C4 1000 m          |
| 2015               | Račice (República Checa)    | Medalla de oro     | C4 1000 m          |
| 2016               | Moscú (Rusia)               | Medalla de oro     | C4 1000 m          |
| 2017               | Plovdiv (Bulgaria)          | Medalla de bronce  | C1 1000 m          |
| 2017               | Plovdiv (Bulgaria)          | Medalla de bronce  | C4 1000 m          |
| 2018               | Belgrado (Serbia)           | Medalla de plata   | C1 5000 m          |
| 2021               | Poznań (Polonia)            | Medalla de plata   | C2 1000 m          |
| 2021               | Poznań (Polonia)            | Medalla de bronce  | C1 1000 m          |